# Francesco Stancaro
Francesco Stancaro (Mantova, 1501 – Stopnica, 12 novembre 1574) è stato un teologo italiano.

## Biografia
Prete cattolico, si dedicò a studi umanistici ed eruditi, pubblicando nel 1530 il De modo legendi Hebraice istituzionale brevissima e divenne dal 1540 professore di lingue nello Studio di Padova. Qui abbandonò il cattolicesimo per le dottrine riformate e si sposò.
Scoperta la sua eresia, nel 1542 fu arrestato e rinchiuso nel carcere di Venezia da dove riuscì a rifugiarsi a Chiavenna, unendosi a un altro protestante italiano, Francesco Negri. La sua passione per le lingue e per l'insegnamento lo portò nel 1544 a entrare nell'Università di Vienna, dove però si scoprirono i suoi trascorsi, così che nel marzo del 1546 raggiunse Ratisbona, dove conobbe Bernardino Ochino, con il quale passò ad Augusta per insegnarvi il greco e l'ebraico.
Con la sconfitta della protestante Lega di Smalcalda ad opera delle truppe di Carlo V, Stancaro e Ochino dovettero fuggire da Augsburg, trovando rifugio a Basilea, da dove Stancaro, dopo aver cercato invano un posto di insegnante di teologia, ritornò a Chiavenna. Qui intervenne nella polemica che opponeva il pastore luterano Agostino Mainardi a Francesco Negri e all'antitrinitario Camillo Renato sul significato dei sacramenti del battesimo e dell'eucaristia, oltre che alla pretesa del Mainardi di voler imporre ai suoi due oppositori una sua confessione di fede.
Alla fine del 1548 si trasferì in Transilvania e di qui in Polonia, ottenendo nel 1549 la cattedra di insegnante di teologia che fu costretto ad abbandonare quando, nel marzo del 1550 fu denunciato come protestante per aver negato la dottrina cattolica dell'intercessione dei santi. Incarcerato a Lipowitz, evase rifugiandosi a Pińczów dove ottenne la protezione di alcuni nobili polacchi. Qui prese parte attiva nel piccolo circolo dei protestanti della cittadina e scrisse i Canones reformationis ecclesiarum Polonicarum finché un decreto reale del 12 dicembre 1550 impose lo scioglimento della chiesa e Stancaro dovette abbandonare la Polonia per la Germania, dove ottenne la cattedra di ebraico presso l'Università di Königsberg nel maggio del 1551.
Nella controversia teologica sulla natura della mediazione di Cristo tra l'uomo e Dio che opponeva Andreas Osiander a Joachim Mörlin parteggiò per quest'ultimo contro le opinioni dello stesso duca Albrecht di Prussia che gli impose di rinunciare al suo insegnamento universitario. Così, il 15 agosto 1551 lo Stancaro si mise nuovamente in viaggio, stabilendosi a Francoforte sull'Oder.
Pur riconoscendo entrambe le nature, umana e divina, di Cristo, Stancaro sosteneva che Gesù Cristo è mediatore non in quanto Dio ma in quanto uomo: questa dottrina gli fu contestata dal teologo Andreas Musculus in una pubblica discussione tenuta a Berlino il 10 ottobre 1552. Schieratisi contro di lui i teologi luterani, con l'influente Melantone in testa, Stancaro preferì lasciare Francoforte per la Polonia, stabilendosi a Poznań, che dovette però abbandonare ancora per l'opposizione dei luterani alle sue dottrine.
Nel novembre 1554 si stabilì in Transilvania, godendo della protezione del nobile Péter Petrovics, e tornando in Polonia alla morte del suo protettore nel maggio del 1559, dove pubblicò la sua Collatio doctrinae Arrii et Philippi Melanchthonis, nella quale accusò Melantone di arianesimo. Per questo motivo entrò in conflitto con Francesco Lismanini e Jan Łaski, che chiesero la convocazione di un Sinodo alla fine del quale, il 28 giugno 1559 a Wlodzislaw, lo Stancaro fu condannato. Un altro Sinodo, tenuto poco dopo a Pinców, condannò Stancaro per eresia nestoriana, la dottrina secondo la quale le nature divine e umane sussistono separate nella persona del Cristo.
Stancaro dovette così lasciare Pinców stabilendosi a Dubiecko. Tentò nuovamente ma invano di far riconoscere le proprie dottrine nel Sinodo di Książ, tenuto nel settembre del 1560, e fondò l'anno dopo una chiesa riformata che ebbe tuttavia brevissima esistenza. Nel 1562 si stabilì a Stopnica, dove per desiderio infine di vivere in pace rinunciò pubblicamente alle proprie dottrine, ritornando apparentemente alla confessione luterana, e dove morì il 12 novembre 1574.

## Scritti
- De modo legendi Hebraice institutio brevissima, Venezia 1530
- Suae ebraee grammaticae compendium, nunc primum excussum, Basel 1547
- In epistolam canonicam D. Jacobi Heriolymitani expositio pia, Basel 1547
- Miscellanea theologica. Nempe gradus beneficiorum dei, de templis Judaeorum, bibliorum scriptroes, deprophetis, Israeliticus ordo, de synagogis, modus legendas prophetas, linguae ebrae inclinatio, ebrei unde dicti, lectionis in synagoga. Noviter excussa, 1547
- Opera nuova di F. S. Mantovano della Riformatione, si della dottrina Christiana, come della vera intelligentia dei sacramenti. con maturi consideratione et fondamento della scrittura santa, et consiglio de Santi Padri. non solamente utile, ma necessaria a ogni stato et conditione di Persone, Basel 1547
- Canones reformationis ecclesiarum Polanorum, Frankfurt am Oder 1552
- Collatio doctrinae Arrii, et Philippi Melanchthonis, et sequacium Arrii et Philippi Melanchthonis et Francisci Davidis et reliquorum Saxonum doctrina de Filio Dei, Domino Jesu Christo, una est et eadem, 1559
- De officiis mediatoris domini Jesu Christi et secundum quam naturam haec officia exhibuerit et executusd fuerit, 1559
- De Trinitate et Mediatore Domino nostro Iesu Christo adversus Henricum Bullingerum, Cracovia 1562
- Summa confessionis fidei F. S. Mantuani, et quorundam discipulorum suorum, triginta octo articulis comprehensa, 1570